# Pablo Legot

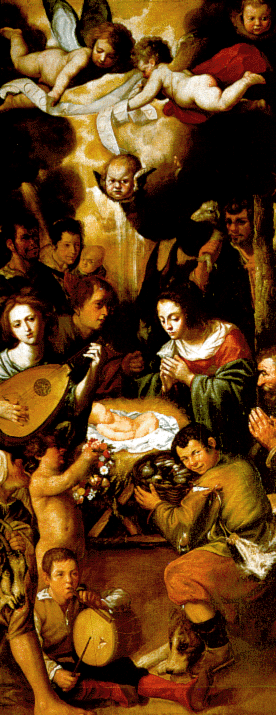
La Adoración de los Pastores (1634) para la Iglesia de Santa María de la Oliva de Lebrija.

Pablo Legot (1598-1671) fue un pintor barroco luxemburgués, nacido en Marche (en la actual Bélgica) y fallecido en Cádiz, que ejerció su profesión dentro de la escuela sevillana de pintura.

## Biografía
Muy joven, entre 1609 y 1610, se trasladó junto a su familia, desde Luxemburgo, entonces bajo dominio español, a Sevilla, donde su primera actividad conocida fue la de bordador. En 1619 casó con Catalina de Alarcón, tía del pintor Juan del Castillo, recibiendo una dote de la novia de 100 ducados, matrimonio del que nació el también pintor Miguel Legot. Posiblemente a partir de este momento comenzó una curiosa actividad mercantil, de la que existe abundante documentación, que básicamente consistía en revender encargos a otros pintores y escultores, obteniendo naturalmente un porcentaje como intermediario.
En 1628 fue nombrado pintor del Arzobispado de Sevilla, aunque probablemente en una primera etapa solamente se dedicara a labores de dorado o estofado, pues hasta 1630, no aprobó el examen que lo capacitó, como maestro pintor, a ejercer esta actividad.
En 1635 obtuvo el cargo de Alguacil Fiscal del Real Almirantazgo de Cádiz, trasladándose a esta ciudad, donde continuará con sus actividades artísticas, que no abandonó hasta 1665 por motivos de salud. Falleció en Cádiz en 1671 en la más absoluta pobreza, siendo enterrado probablemente en la Capellanía que había fundado en 1642 en la Catedral de Cádiz.

## Estilo
El estilo de Legot se mueve dentro del naturalismo practicado en Sevilla por Juan de Roelas y Francisco Herrera el Viejo, a la vez que manifiesta el conocimiento directo o a través de grabados de la pintura de José de Ribera, a quien imita en el San Jerónimo firmado de la Catedral de Sevilla y en algunas figuras de la Adoración de los Pastores de la Catedral de Cádiz. 
Aunque poseyó una gran capacidad para recrear tipos cotidianos, sus trabajos están condicionados por la debilidad de su dibujo, la amplia participación del taller en su desigual producción y la dependencia de modelos obtenidos de grabados de diferentes procedencias, de la que forman parte sin duda la obra de los italianos Rafael, Sciaminosi y Beccafumi.
La temática de su producción es siempre religiosa, siendo frecuentes las series de cuadros con imágenes de santos o apóstoles que llegan a ser en ocasiones trabajos en serie procedentes del taller.

## Obra
- 1631. La Transfiguración para el antiguo retablo mayor de la Iglesia del Salvador de Sevilla.
- Alrededor de 1633. Adoración de los Pastores. Los Palacios (Sevilla).
- Alrededor de 1633. Adoración de los Pastores, Adoración de los Reyes, Anunciación. Retablo Mayor de la Iglesia de Santa María de la Oliva de Lebrija.
- 1635. San Jerónimo. Sacristía de los Cálices de la  Catedral de Sevilla.
- Alrededor de 1640. Adoración de los Reyes para la Catedral de Cádiz
- Alrededor de 1640. Retablo Mayor de la Iglesia de Santa María de Gracia (Espera).
- 1647. Apostolado para el Arzobispado de Sevilla.